# Andes Líneas Aéreas
Andes Líneas Aéreas ist eine argentinische Fluggesellschaft mit Sitz in Salta.

## Geschichte
Andes Líneas Aéreas wurde 2006 gegründet.

## Flugziele
Die Fluggesellschaft fliegt Ziele in Argentinien, Brasilien, Uruguay und Venezuela an.

## Flotte

### Aktuelle Flotte
Mit Stand April 2025 besteht die Flotte der Andes Líneas Aéreas aus zwei Flugzeugen mit einem Durchschnittsalter von 17,0 Jahren:
| Flugzeugtyp    | Anzahl | bestellt | Anmerkungen               | Sitzplätze | Durchschnittsalter |
| -------------- | ------ | -------- | ------------------------- | ---------- | ------------------ |
| Boeing 737-800 | 2      |          | mit Winglets ausgestattet | 189        | 17,0 Jahre         |
| Gesamt         | 2      | -        |                           |            | 17,0 Jahre         |

### Ehemalige Sonderbemalungen
| Flugzeugtyp             | Luftfahrzeugkennzeichen | Bemalung      | Zeitraum                  | Bild |
| ----------------------- | ----------------------- | ------------- | ------------------------- | --- |
| McDonnell Douglas MD-83 | LV-WGM                  | „Travel Rock“ | August 2015 bis März 2020 | Bild gesucht Die Wikipedia wünscht sich an dieser Stelle ein Bild. Falls du dabei helfen möchtest, erklärt die Anleitung , wie das geht. |

### Ehemalige Flugzeugtypen
Darüber hinaus setzte Andes Líneas Aéreas in der Vergangenheit noch folgende Flugzeugtypen ein:
- Bombardier CRJ-900
- McDonnell Douglas MD-82
- McDonnell Douglas MD-83
- McDonnell Douglas MD-87
- McDonnell Douglas MD-88